# Zalla Unión Club
Lo Zalla Unión Club, chiamato comunemente Zalla, è una società calcistica con sede a Zalla, nei Paesi Baschi, in Spagna.
Gioca nella Tercera División, la quarta serie del campionato spagnolo.

## Tornei nazionali
- 2ª División: 0 stagioni
- 2ª División B: 2 stagioni
- 3ª División: 25 stagioni

## Stagioni
| Stagione    | Categoria      | Posizione |
| ----------- | -------------- | --------- |
| dal 1929-30 | Cat. regionali | —         |
| al 1983-84  | Cat. regionali | —         |
| 1984/85     | 3ª             | 6°        |
| 1985/86     | 3ª             | 9°        |
| 1986/87     | 3ª             | 11°       |
| 1987/88     | 3ª             | 15°       |
| 1988/89     | 3ª             | 4°        |
| 1989/90     | 3ª             | 9°        |
| 1990/91     | 3ª             | 9°        |
| 1991/92     | 3ª             | 5°        |
| 1992/93     | 3ª             | 17°       |
| 1993/94     | 3ª             | 7°        |
| 1994/95     | 3ª             | 4°        |
| 1995/96     | 3ª             | 1°        |
| 1996/97     | 2ªB            | 19°       |
| 1997/98     | 3ª             | 2°        |

| Stagione | Categoria | Posizione |
| -------- | --------- | --------- |
| 1998/99  | 3ª        | 4°        |
| 1999/00  | 3ª        | 7°        |
| 2000/01  | 3ª        | 10°       |
| 2001/02  | 3ª        | 3°        |
| 2002/03  | 3ª        | 3°        |
| 2003/04  | 3ª        | 7°        |
| 2004/05  | 3ª        | 2°        |
| 2005/06  | 2ªB       | 20°       |
| 2006/07  | 3ª        | 1°        |
| 2007/08  | 3ª        | 7°        |
| 2008/09  | 3ª        | 13°       |
| 2009/10  | 3ª        | 13°       |
| 2010/11  | 3ª        | 12°       |
| 2011/12  | 3ª        | —         |

## Palmarès

### Competizioni nazionali
- Tercera División: 2

1995-1996, 2006-2007

### Altri piazzamenti
- Tercera División:

Secondo posto: 1997-1998
Terzo posto: 2001-2002, 2002-2003